# Калин, Владислав Тарасович
Владисла́в Тара́сович Ка́лин (укр. Владислав Тарасович Калин; 14 апреля 2006, Ивано-Франковск) — украинский футболист, полузащитник киевского «Динамо».

## Клубная карьера
Родился в Ивано-Франковске. Воспитанник местной «Ники», за которую выступал в региональных юношеских турнирах. В 2019 году перебрался в академию столичного «Динамо». В конце апреля 2022 года перебрался в лиссабонский «Спортинг», где выступал за команду U-17, но уже в начале августа 2022 года вернулся в «Динамо». Однако уже в конце августа того же года отправился в аренду в луганскую «Зарю». Однако в футболке луганского клуба выступал исключительно в юношеском чемпионате Украины. По завершении сезона 2022/23 вернулся в «Динамо». В следующем сезоне выступал за команду U-19 киевлян, с которой выиграл юношеский чемпионат Украины.
В конце июля 2024 года отправился на просмотр в одесский «Черноморец», по результатам которого в начале августа 2024 года перешёл в состав «моряков». В футболке одесского клуба дебютировал 3 августа 2024 года в проигранном (0:1) выездном поединке 1-го тура Премьер-лиги Украины против криворожского «Кривбасса». Владислав вышел на поле на 68-й минуте вместо Дениса Янакова.

## Карьера в сборной
19 сентября 2022 года получил вызов на тренировочный сбор в юношескую сборную Украины (U-17). В футболке команды U-17 дебютировал 24 октября 2022 года в победном (5:2) выездном поединке группы 2 квалификации юношеского чемпионата Европы против Азербайджана. Калин вышел на поле в стартовом составе и отыграл все 90 минут. Первым голом за сборную отличился 27 октября 2022 года на 30-й минуте победного (7:0) поединка группы 2 квалификации юношеского чемпионата Европы против Лихтенштейна. Владислав вышел на поле в стартовом составе, а на 76-й минуте его заменил Максим Коваль. Всего в квалификации юношеского чемпионата Европы (U-17) отличился 2-мя голами в 6-ти матчах.
Затем вызвался в юношескую сборную Украины (U-18), в футболке которой дебютировал 6 сентября 2023 года в проигранном (2:3) поединке против юношеской сборной США (U-17). Калин вышел на поле в стартовом составе и отыграл весь матч, а на 36-й минуте отличился первым голом за команду U-18. В общей сложности провёл 3 поединка и отличился 3-мя голами за юношескую сборную Украины (U-18).